# Jaisinghnagar (ort i Indien, Sāgar)
Jaisinghnagar är en ort i Indien.   Den ligger i distriktet Sāgar och delstaten Madhya Pradesh, i den centrala delen av landet, 600 km söder om huvudstaden New Delhi. Jaisinghnagar ligger 602 meter över havet och antalet invånare är 7 392.
Terrängen runt Jaisinghnagar är huvudsakligen platt. Jaisinghnagar ligger uppe på en höjd. Runt Jaisinghnagar är det tätbefolkat, med 331 invånare per kvadratkilometer. Det finns inga andra samhällen i närheten. Trakten runt Jaisinghnagar består till största delen av jordbruksmark.